# Rubidiumhydroxid
Rubidiumhydroxid, RbOH, är en starkt alkalisk kemikalie som är farlig att få på huden eller i ögonen.

## Produktion
Rubidiumhydroxid produceras genom att låta rubidiumoxid reagera med vatten.
{\displaystyle {\rm {Rb_{2}O+H_{2}O\rightarrow 2\ RbOH}}}

## Användning
Rubidiumhydroxid används inte mycket inom industrin eftersom natriumhydroxid eller kaliumhydroxid kan användas till i princip samma ändamål till en lägre kostnad. Den största användningen är om man vill tillverka andra rubidiumsalter.